# Rio Copăcioasa (Gilort)
O Rio Copăcioasa é um rio da Romênia, afluente do Valea Rea, localizado no distrito de Gorj.